# 滕纳
滕纳（義大利語：Tenna），是意大利特伦托自治省的一个市镇。总面积3平方公里，人口976人，人口密度325.3人/平方公里（2009年）。ISTAT代码为022190。